# Stùc a’ Chroin

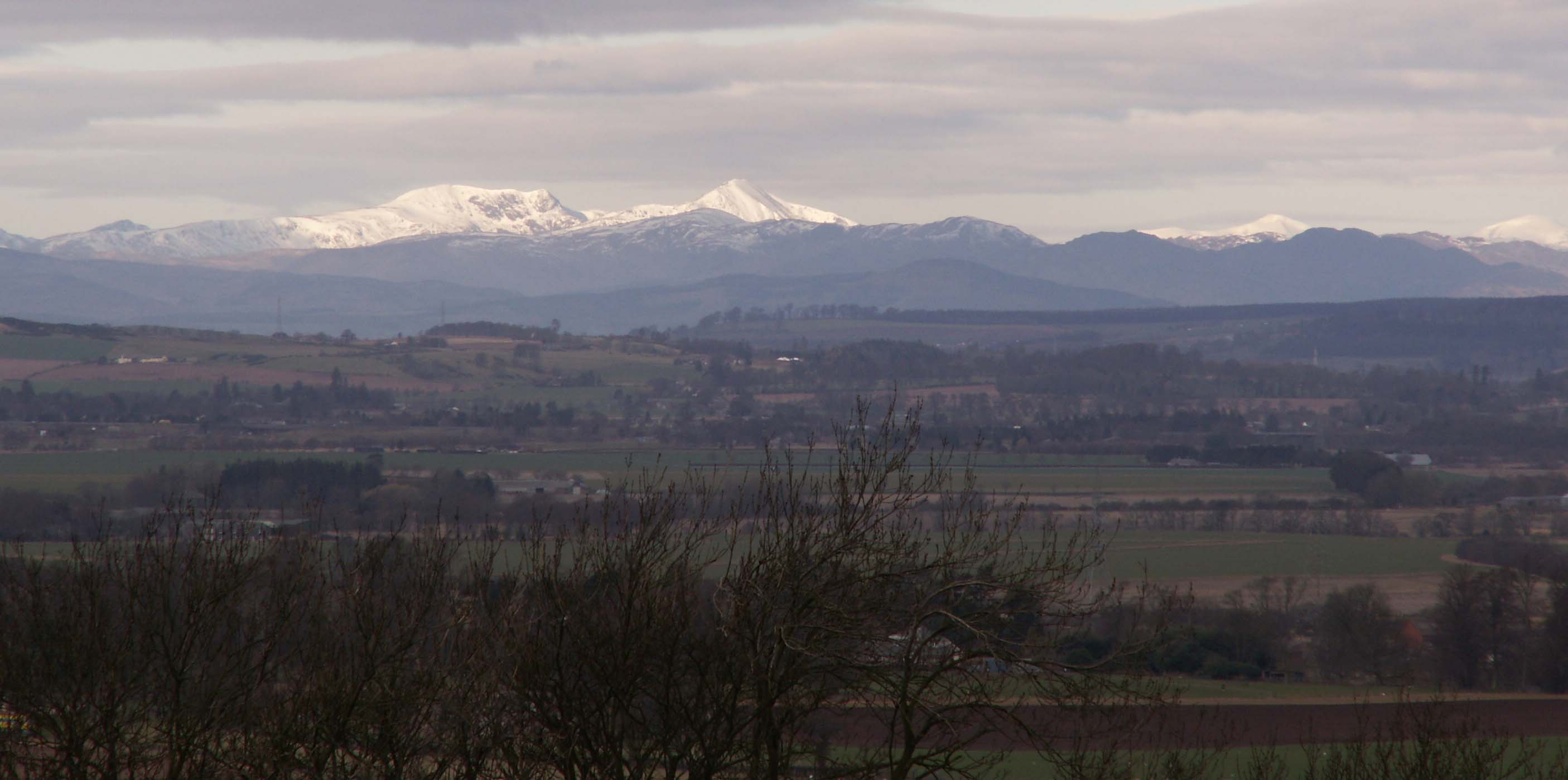
Blick von Newburgh, etwa 50 km östlich, zum Ben Vorlich (rechts) und zum Stùc a’ Chroin (links)

Der Stùc a’ Chroin ist ein 975 Meter hoher Berg in Schottland. Sein gälischer Name bedeutet Berg des Leids oder Berg der Gefahr, nach anderen Angaben Berg der Schafhürden. Er liegt in den südlichen Highlands nördlich der Stadt Callander oberhalb des Südufers von Loch Earn auf der Grenze zwischen den Council Areas Stirling und Perth and Kinross und  zählt zu den Munros.  

## Beschreibung
Aufgrund seiner Lage am Südrand der Highlands ist der Stùc a’ Chroin wie auch der benachbarte Ben Vorlich einer der bekanntesten und bei Bergwanderern beliebtesten schottischen Berge. Er ist bei schönem Wetter aus weiten Teilen der Central Lowlands gut zu sehen. Von seinem Gipfel bietet sich eine weite Aussicht über die Lowlands bis nach Edinburgh, aber auch in die westlich des Bergs liegenden Teile der Highlands.

## Aufstieg
Meist wird der Stùc a’ Chroin gemeinsam mit seinem Nachbarn bestiegen. Der meistbenutzte Aufstieg führt von Ardvorlich am Südufer von Loch Earn in etwa sechs Stunden über den Ben Vorlich und anschließend den beide Gipfel verbindenden Grat, dessen tiefster Punkt der Bealach an Dubh Choirein ist. Im Unterschied zum benachbarten Ben Vorlich besitzt der Stùc a’ Chroin einen teilweise felsigen Gipfelaufbau, seine Besteigung über den Grat erfordert daher zuletzt etwas leichte Felskletterei. Weitere Aufstiegsrouten führen vom westlich gelegenen Loch Lubnaig auf den Gipfel. 